# Colossus of Destiny
Colossus of Destiny es un álbum en vivo de Melvins fue lanzado en 2001 por Ipecac Recordings. La grabación se llevó a cabo el día viernes 13 de diciembre de 1998 en el Club Mangler de Cupertino, California. Es casi una hora de experimentos con sintetizadores y samples cerrando con la presentación en vivo de la canción "Eye Flys".  Se informó que los miembros del público estaban tirados en el suelo y tapándose los oídos durante el desempeño. El álbum fue originalmente destinado a ser la tercera parte de la trilogía de 1999 (The Maggot, The Bootlicker y The Crybaby) hasta que a la banda se le ocurrió la magnífica idea de The Crybaby.
El nombre del álbum está sacado del libro The Road to Los Angeles de John Fante, en la que el personaje principal, Arturo Bandini, escribe un libro que lleva el nombre Colossus of Destiny (Coloso del destino).

## Lista de canciones
| N.º | Título     | Duración |  |
| 1.  | «Untitled» | 59:23    |  |
| 2.  | «Untitled» | 0:05     |  |

- El track 2 son 5 segundos de nada.[4]

## Personnel
- King Buzzo - Intérprete
- Dale Crover - Intérprete
- Korny Ass Joker - Intérprete
- Adam Jones - Intérprete
- Mackie Osborne - Arte
- Randy Hawkins - Ingeniero en vivo
- Kurt Schlegle - Ingeniero en vivo